# Gran Premio di superbike di Phillip Island 2018
Il Gran Premio di superbike di Phillip Island 2018 è stato la prima prova su tredici del campionato mondiale Superbike 2018, disputato il 24 e 25 febbraio sul circuito di Phillip Island, in gara 1 ha visto la vittoria di Marco Melandri davanti a Tom Sykes e Chaz Davies, lo stesso pilota si è ripetuto anche in gara 2, davanti a Jonathan Rea e Javier Forés.
La vittoria nella gara valevole per il campionato mondiale Supersport 2018, che è stata effettuata in due parti, è stata ottenuta da Lucas Mahias.

## Risultati

### Gara 1

#### Arrivati al traguardo
| Pos. | Nº | Pilota               | Squadra                  | Motocicletta      | Giri | Tempo     | Griglia | Punti |
| ---- | -- | -------------------- | ------------------------ | ----------------- | ---- | --------- | ------- | ----- |
| 1º   | 33 | Marco Melandri       | Aruba.it Racing - Ducati | Ducati Panigale R | 22   | 33'40.354 | 3º      | 25    |
| 2º   | 66 | Tom Sykes            | Kawasaki Racing          | Kawasaki ZX-10RR  | 22   | +1.180    | 1º      | 20    |
| 3º   | 7  | Chaz Davies          | Aruba.it Racing - Ducati | Ducati Panigale R | 22   | +9.265    | 5º      | 16    |
| 4º   | 12 | Javier Forés         | Barni Racing             | Ducati Panigale R | 22   | +9.821    | 7º      | 13    |
| 5º   | 1  | Jonathan Rea         | Kawasaki Racing          | Kawasaki ZX-10RR  | 22   | +13.896   | 6º      | 11    |
| 6º   | 22 | Alex Lowes           | Pata Yamaha              | Yamaha YZF R1     | 22   | +17.028   | 4º      | 10    |
| 7º   | 2  | Leon Camier          | Red Bull Honda           | Honda CBR1000RR   | 22   | +21.514   | 11º     | 9     |
| 8º   | 50 | Eugene Laverty       | Milwaukee Aprilia        | Aprilia RSV4 RF   | 22   | +23.662   | 2º      | 8     |
| 9º   | 60 | Michael van der Mark | Pata Yamaha              | Yamaha YZF R1     | 22   | +27.430   | 8º      | 7     |
| 10º  | 36 | Leandro Mercado      | Orelac Racing VerdNatura | Kawasaki ZX-10RR  | 22   | +27.446   | 17º     | 6     |
| 11º  | 76 | Loris Baz            | Gulf Althea BMW Racing   | BMW S 1000 RR     | 22   | +27.748   | 14º     | 5     |
| 12º  | 45 | Jacob Gagne          | Red Bull Honda           | Honda CBR1000RR   | 22   | +28.466   | 13º     | 4     |
| 13º  | 54 | Toprak Razgatlıoğlu  | Kawasaki Puccetti Racing | Kawasaki ZX-10RR  | 22   | +30.000   | 9º      | 3     |
| 14º  | 40 | Román Ramos          | GoEleven Kawasaki        | Kawasaki ZX-10RR  | 22   | +53.619   | 15º     | 2     |
| 15º  | 37 | Ondřej Ježek         | Guandalini Racing        | Yamaha YZF R1     | 22   | +1'02.682 | 20º     | 1     |
| 16º  | 99 | Patrick Jacobsen     | TripleM Honda            | Honda CBR1000RR   | 22   | +1'09.775 | 22º     |       |

#### Ritirati
| Nº | Pilota          | Squadra                 | Motocicletta      | Giri | Griglia |
| -- | --------------- | ----------------------- | ----------------- | ---- | ------- |
| 81 | Jordi Torres    | MV Agusta Reparto Corse | MV Agusta 1000 F4 | 19   | 12º     |
| 17 | Troy Herfoss    | Penrite Honda           | Honda CBR1000RR   | 19   | 19º     |
| 68 | Yonny Hernández | Pedercini Racing        | Kawasaki ZX-10RR  | 13   | 18º     |
| 25 | Daniel Falzon   | Yamaha Racing           | Yamaha YZF R1     | 9    | 21º     |
| 47 | Wayne Maxwell   | Yamaha Racing           | Yamaha YZF R1     | 1    | 16º     |

### Gara 2

#### Arrivati al traguardo
| Pos. | Nº | Pilota               | Squadra                  | Motocicletta      | Giri | Tempo     | Griglia | Punti |
| ---- | -- | -------------------- | ------------------------ | ----------------- | ---- | --------- | ------- | ----- |
| 1º   | 33 | Marco Melandri       | Aruba.it Racing - Ducati | Ducati Panigale R | 22   | 34'42.633 | 3º      | 25    |
| 2º   | 1  | Jonathan Rea         | Kawasaki Racing          | Kawasaki ZX-10RR  | 22   | +0.021    | 6º      | 20    |
| 3º   | 12 | Javier Forés         | Barni Racing             | Ducati Panigale R | 22   | +0.304    | 7º      | 16    |
| 4º   | 66 | Tom Sykes            | Kawasaki Racing          | Kawasaki ZX-10RR  | 22   | +1.488    | 1º      | 13    |
| 5º   | 22 | Alex Lowes           | Pata Yamaha              | Yamaha YZF R1     | 22   | +2.474    | 4º      | 11    |
| 6º   | 2  | Leon Camier          | Red Bull Honda           | Honda CBR1000RR   | 22   | +2.745    | 11º     | 10    |
| 7º   | 60 | Michael van der Mark | Pata Yamaha              | Yamaha YZF R1     | 22   | +3.098    | 8º      | 9     |
| 8º   | 81 | Jordi Torres         | MV Agusta Reparto Corse  | MV Agusta 1000 F4 | 22   | +14.301   | 12º     | 8     |
| 9º   | 76 | Loris Baz            | Gulf Althea BMW Racing   | BMW S 1000 RR     | 22   | +14.361   | 14º     | 7     |
| 10º  | 54 | Toprak Razgatlıoğlu  | Kawasaki Puccetti Racing | Kawasaki ZX-10RR  | 22   | +19.785   | 9º      | 6     |
| 11º  | 40 | Román Ramos          | GoEleven Kawasaki        | Kawasaki ZX-10RR  | 22   | +25.237   | 15º     | 5     |
| 12º  | 36 | Leandro Mercado      | Orelac Racing VerdNatura | Kawasaki ZX-10RR  | 22   | +40.504   | 17º     | 4     |
| 13º  | 45 | Jacob Gagne          | Red Bull Honda           | Honda CBR1000RR   | 22   | +58.923   | 13º     | 3     |
| 14º  | 99 | Patrick Jacobsen     | TripleM Honda            | Honda CBR1000RR   | 22   | +1'00.084 | 22º     | 2     |
| 15º  | 50 | Eugene Laverty       | Milwaukee Aprilia        | Aprilia RSV4 RF   | 20   | +2 giri   | 2º      | 1     |

#### Ritirati
| Nº | Pilota       | Squadra                  | Motocicletta      | Giri | Griglia |
| -- | ------------ | ------------------------ | ----------------- | ---- | ------- |
| 7  | Chaz Davies  | Aruba.it Racing - Ducati | Ducati Panigale R | 11   | 5º      |
| 37 | Ondřej Ježek | Guandalini Racing        | Yamaha YZF R1     | 0    | 20º     |

#### Squalificato
| Nº | Pilota        | Squadra       | Motocicletta  | Giri | Griglia |
| -- | ------------- | ------------- | ------------- | ---- | ------- |
| 25 | Daniel Falzon | Yamaha Racing | Yamaha YZF R1 | 12   | 21º     |

### Supersport

#### Arrivati al traguardo
| Pos. | Nº  | Pilota                | Squadra                          | Motocicletta        | Giri | Tempo     | Griglia | Punti |
| ---- | --- | --------------------- | -------------------------------- | ------------------- | ---- | --------- | ------- | ----- |
| 1º   | 144 | Lucas Mahias          | GRT Yamaha                       | Yamaha YZF R6       | 9    | 14'07.811 | 1º      | 25    |
| 2º   | 21  | Randy Krummenacher    | Bardahl Evan Bros.               | Yamaha YZF R6       | 9    | +1.274    | 6º      | 20    |
| 3º   | 11  | Sandro Cortese        | Kallio Racing                    | Yamaha YZF R6       | 9    | +1.517    | 7º      | 16    |
| 4º   | 64  | Federico Caricasulo   | GRT Yamaha                       | Yamaha YZF R6       | 9    | +1.556    | 5º      | 13    |
| 5º   | 81  | Luke Stapleford       | Profile Racing                   | Triumph Daytona 675 | 9    | +4.270    | 4º      | 11    |
| 6º   | 3   | Raffaele De Rosa      | MV Agusta Reparto Corse by Vamag | MV Agusta F3 675    | 9    | +6.696    | 11º     | 10    |
| 7º   | 16  | Jules Cluzel          | NRT                              | Yamaha YZF R6       | 9    | +14.403   | 12º     | 9     |
| 8º   | 111 | Kyle Smith            | Gemar Team Lorini                | Honda CBR600RR      | 9    | +14.476   | 9º      | 8     |
| 9º   | 86  | Ayrton Badovini       | MV Agusta Reparto Corse by Vamag | MV Agusta F3 675    | 9    | +14.926   | 8º      | 7     |
| 10º  | 36  | Thomas Gradinger      | NRT                              | Yamaha YZF R6       | 9    | +15.124   | 13º     | 6     |
| 11º  | 66  | Niki Tuuli            | CIA Landlord Insurance Honda     | Honda CBR600RR      | 9    | +16.545   | 15º     | 5     |
| 12º  | 84  | Loris Cresson         | Kallio Racing                    | Yamaha YZF R6       | 9    | +17.789   | 14º     | 4     |
| 13º  | 54  | Kenan Sofuoğlu        | Kawasaki Puccetti Racing         | Kawasaki ZX-6R      | 9    | +19.210   | 2º      | 3     |
| 14º  | 78  | Hikari Ōkubo          | Kawasaki Puccetti Racing         | Kawasaki ZX-6R      | 9    | +19.359   | 10º     | 2     |
| 15º  | 7   | Tom Toparis           | Cube Racing                      | Kawasaki ZX-6R      | 9    | +19.362   | 17º     | 1     |
| 16º  | 74  | Jaimie van Sikkelerus | Gemar Team Lorini                | Honda CBR600RR      | 9    | +19.678   | 19º     |       |
| 17º  | 94  | Mike Di Meglio        | GMT94 Yamaha                     | Yamaha YZF R6       | 9    | +19.723   | 16º     |       |
| 18º  | 10  | Nacho Calero          | Orelac Racing VerdNatura         | Kawasaki ZX-6R      | 9    | +32.888   | 21º     |       |

#### Ritirati
| Nº | Pilota           | Squadra            | Motocicletta   | Giri | Griglia |
| -- | ---------------- | ------------------ | -------------- | ---- | ------- |
| 83 | Lachlan Epis     | GoEleven Kawasaki  | Kawasaki ZX-6R | 5    | 22º     |
| 65 | Michael Canducci | GoEleven Kawasaki  | Kawasaki ZX-6R | 0    | 18º     |
| 38 | Hannes Soomer    | Racedays           | Honda CBR600RR | 0    | 20º     |
| 13 | Anthony West     | EAB antwest Racing | Kawasaki ZX-6R | 0    | 3º      |